# Johann Wilhelm Kals
Johann Wilhelm Kals, of ook Jan Willem Kals (Düren (Hertogdom Gulik), 11 oktober 1700 - Maastricht, 21 februari 1781 begraven), was een Nederlands predikant.
Kals vertrok in 1731 als predikant naar Suriname. Hoewel niet principieel gekant tegen het systeem van de slavernij, toonde hij zich geschokt door de vele misstanden die hij in de kolonie aantrof. De planters konden weinig waardering opbrengen voor zijn evangelische ideeën over het vreedzaam samenleven van blanken en gekleurden, en pestten hem het land uit. Kals diende een klacht in bij de Classis van Amsterdam, de Klagte over de bedorvene zeden der voorgangeren, zoo in ’t kerk- als burger-bestuur in eene zeer vrugtbare ende eerst opluikende colonie (1733). In een collectie geschriften en vertaalde leerredenen van Engelse kerkvoogden, Neerlands Hooft- en Wortel-sonde, het verzuym van de bekeringe der Heydenen (1756), hield hij het Nederlandse publiek de wantoestanden in de kolonie voor. Vooral zijn relazen van de intelligente neger Trouble, en de slavin Isabella die met een man ging samenwonen om aan de hoererij te ontkomen, veroorzaakten veel opschudding in kerkelijke kringen.

## Over Jan Willem Kals
- Ursy M. Lichtveld & Jan Voorhoeve (red.), Suriname: spiegel der vaderlandse kooplieden: een historisch leesboek. Zwolle: W.E.J. Tjeenk Willink, 1958. (Zwolse drukken en herdrukken 22.) (2e herz. dr.: Den Haag: Martinus Nijhoff, 1980. (Nederlandse Klassieken)
- A.N. Paasman, Reinhart: Nederlandse literatuur en slavernij ten tijde van de verlichting. Leiden: Martinus Nijhoff, 1984.
- Jan Marinus van der Linde, Het visioen van Herrnhut en het apostolaat der Moravische Broeders in Suriname 1735-1863. Paramaribo: C. Kersten en Co., 1956, pp. 32–45.
- J.M. van der Linde, Jan Willem Kals 1700-1781, Kampen: Kok, 1987.
- Michiel van Kempen, Een geschiedenis van de Surinaamse literatuur. Breda: De Geus, 2003, deel I, pp. 247–248.